# 鈴木光広
鈴木 光広（すずき みつひろ、1963年2月2日 - ）は、福島県古殿町出身の元自転車競技（ロードレース）選手。

## 来歴
学校法人石川高等学校在籍時の1980年、ジュニア世界選手権自転車競技大会に出場。
その後、ブリヂストンサイクル（チーム・ブリヂストンアンカー）に加入。
1984年、全日本アマチュア自転車競技選手権大会（全アマ）・個人ロードレース優勝
1985年、全アマ・個人ロードレース 優勝
1988年、ソウルオリンピック・個人ロードレースに出場、25位。
1992年、国際サイクルロードレース（ツアー・オブ・ジャパンの前身大会） 総合優勝
1993年、ブリチストンサイクルの選手兼任監督となる。